# Kongen morer sig
Kongen morer sig er en amerikansk stumfilm fra 1909 af D. W. Griffith.

## Medvirkende
- Owen Moore
- Charles Inslee
- Marion Leonard